# Фессенден (Північна Дакота)
Фессенден (англ. Fessenden) — місто (англ. city) в США, в окрузі Веллс штату Північна Дакота. Населення — 462 особи (2020).

## Географія
Фессенден розташований за координатами 47°38′57″ пн. ш. 99°37′37″ зх. д. / 47.64917° пн. ш. 99.62694° зх. д. (47.649197, -99.627020).  За даними Бюро перепису населення США в 2010 році місто мало площу 1,17 км², уся площа — суходіл.

## Демографія
Згідно з переписом 2010 року, у місті мешкало 479 осіб у 236 домогосподарствах у складі 138 родин. Густота населення становила 408 осіб/км².  Було 289 помешкань (246/км²).
Расовий склад населення:
| - 98,7 % — білих - 0,2 % — корінних американців - 0,2 % — чорних або афроамериканців |

До двох чи більше рас належало 0,8 %. Частка іспаномовних становила 0,0 % від усіх жителів.
За віковим діапазоном населення розподілялося таким чином: 17,3 % — особи молодші 18 років, 52,4 % — особи у віці 18—64 років, 30,3 % — особи у віці 65 років та старші. Медіана віку мешканця становила 52,7 року. На 100 осіб жіночої статі у місті припадало 100,4 чоловіків;  на 100 жінок у віці від 18 років та старших — 97,0 чоловіків також старших 18 років.
Середній дохід на одне домашнє господарство  становив 70 429 доларів США (медіана — 55 909), а середній дохід на одну сім'ю — 94 221 долар (медіана — 82 917). За межею бідності перебувало 1,3 % осіб, у тому числі 0,0 % дітей у віці до 18 років та 3,2 % осіб у віці 65 років та старших.
Цивільне працевлаштоване населення становило 213 осіб. Основні галузі зайнятості: освіта, охорона здоров'я та соціальна допомога — 21,6 %, сільське господарство, лісництво, риболовля — 17,4 %, будівництво — 10,3 %, публічна адміністрація — 7,5 %.